# 狄道郡
狄道郡，晋朝和唐朝时设置的郡。
晋惠帝时设置狄道郡，治所在狄道县（今甘肃省临洮县）。包括今甘肃省临夏回族自治州、临潭县、临洮县、岷县，青海省贵德县、尖扎县、循化县等地。十六国前凉张骏改为武始郡，唐朝天宝、至德年间，一度将临州改为狄道郡。